# Barry Bannan
Barry Bannan (* 1. Dezember 1989 in Airdrie) ist ein schottischer Fußballspieler, der derzeit beim englischen Verein Sheffield Wednesday unter Vertrag steht.

## Karriere

### Anfänge in Villa und Leihfrist bei Derby County
Barry Bannan ist ein Produkt der Jugendakademie von Aston Villa. Er begann in der Saison 2007/08, wo er in 32 Spielen insgesamt dreizehn Tore und damit die Jugendakademie zum Premier Academy League-Gewinn schoss. In zehn Spielen erzielte er auch ein Tor für die Reservemannschaft, diese gewann die Premier Reserve League South 2007/08.
Am 1. Juli 2008 unterzeichnete er einen Zweijahresvertrag bei Aston Villa. Im November 2008 wurde er vom lokalen Radiosender „BBC West Midlands“ zum „Young Player of the Month“ gekürt. Er war der erste Spieler von Villa, der diesen Preis zwei Mal gewinnen konnte.
Bei der 1:3-Niederlage gegen den Hamburger SV absolvierte er am 17. Dezember im UEFA-Cup-Gruppenspiel sein Debüt in der Profimannschaft, als er in der 61. Minute eingewechselt wurde. Am 26. Februar 2009 absolvierte er sein erstes Spiel in der Startformation wiederum im UEFA-Cup in der Runde der letzten 32 gegen ZSKA Moskau, auch dieses Spiel ging verloren.
Nach nur zwei Einsätzen im UEFA-Pokal wurde er am 13. März 2009 für einen Monat an Derby County verliehen, nachdem die Mittelfeldspieler Miles Addison und Paul Green sich verletzten und bis zum Ende der Saison ausfielen. Allerdings wurde die Leihe bis zum Ende der Saison verlängert. Am darauffolgenden Tag erzielte er bei der 2:4-Niederlage gegen Sheffield United in seinem Debüt sein erstes Tor.
Nach zehn Spielen und einem Tor endete die Leihe am Ende der Saison. Jedoch schloss Bannan eine Rückkehr zu Derby County nicht aus. Der Zeitung „Burton Mail“ sagte er in einem Interview, falls Aston nicht mit ihm plane, hätte er nichts dagegen wieder zu diesem großartigen Verein zurückzukehren. Dazu kam es vorerst nicht, deshalb kehrte er zu Villa zurück.

### Fünf Monate zurück bei Aston Villa und nächste Leihphase beim FC Blackpool
Da die Football League Championship früher endete als die Premier League kehrte Bannan noch vor Ende der Premier League Saison zurück. In der Zeit spielte er wieder für die Reservemannschaft in der „Premier Reserve League South“. Diese konnte Aston Villa gewinnen und trat damit im Playoff gegen den Meister der „Premier Reserve League North“, den AFC Sunderland. Bannan gehörte zur Startelf, Aston siegte mit 3:1 und gewann damit die Premier Reserve League.
Im Juni 2009 hoffte Derby County-Manager Nigel Clough Bannan verpflichten zu können. Allerdings sah er seine Zukunft bei Aston Villa und unterschrieb im 4. Juli einen neuen Vertrag.
Beim Peace Cup 2009 sammelte er mit vielen anderen Youngsters eine Menge Spielpraxis. Aston spielte in der Gruppe C, wo man sich als Tabellenerster gegen einen der Gastgeber FC Málaga und den mexikanischen Klub CF Atlante durchsetzte. Im Halbfinale gewann man mit 2:1 gegen den FC Porto. Im Finale sicherte sich Villa den Cup, mit einem 4:3-Sieg im Elfmeterschießen gegen den italienischen Topklub Juventus Turin, nachdem in der regulären Spielzeit kein Treffer fiel. Bannan gehörte zu den sechs Elfmeterschützen und verwandelte seinen souverän.
Am 26. November wechselte er auf Leihe zum FC Blackpool, der in der Football League Championship spielte. Die Leihfrist war bis zum 30. Januar 2010 vorgesehen. Vier Tage später absolvierte er sein erstes Spiel für seinen neuen Klub, beim „West Lancashire Derby“ gegen Preston North End, als er in der 87. Minute eingewechselt wurde.
Am 8. Dezember folgte dann sein erster Einsatz in der Startformation gegen den FC Middlesbrough. Am 28. Januar 2010 und acht Einsätzen für Blackpool wurde seine Leihfrist bis zum Ende der Saison 2009/10 verlängert. Zwei Tage später erzielte aus einer Distanz von 30 Metern sein erstes Tor beim 1:1-Unentschieden gegen Coventry City. In der Nacht der Heimniederlage am 6. Februar gegen Leicester City wurde er mit seinen Teamkollegen Ishmel Demontagnac und Neal Eardley in einem Nachtklub erwischt, obwohl Bannan höchstwahrscheinlich einen gebrochenen Zeh hatte, eine Untersuchung am nächsten Tag sollte Klarheit bringen. Daraufhin wurden sie von Trainer Ian Holloway für das nächste Spiel gegen Sheffield Wednesday aus dem Kader gestrichen. Nach zwanzig Ligaspielen von Bannan landete der FC Blackpool auf dem sechsten Rang der Tabelle und qualifizierte sich somit für die Playoffs. Nach zwei Siegen in den Playoffspielen, in denen er auch mitwirkte, stieg man in die Premier League auf. Danach kehrte er wieder zu Aston Villa zurück.

### Durchbruch bei Aston und weitere Leihzeit bei Leeds United
Nach einer guten Vorbereitung für die Saison 2010/11 absolvierte er am 14. August 2010 am ersten Spieltag sein erstes Premier-League-Spiel, als er gegen West Ham United in der 89. Minute für Marc Albrighton eingewechselt wurde. Nur fünf Tage später erzielte er im Europa-League-Qualifikationsspiel gegen den SK Rapid Wien sein erstes Tor für Villa.
Am 7. März 2011 wurde Bannan für den Rest der Saison an den Leeds United, welcher in der Football League Championship spielt, ausgeliehen. Sein erstes Spiel für die Whites absolvierte in einem Spiel gegen Preston North End, als er in der zweiten Halbzeit eingewechselt wurde.

### Wechsel zu Crystal Palace
Am 2. September 2013 wechselte Bannan für eine unbekannte Ablösesumme zu Crystal Palace, wo er einen Drei-Jahres-Vertrag unterschrieb. Er war Wunschspieler von Trainer Ian Holloway, der ihn noch aus seiner Zeit beim FC Blackpool kannte. Am 23. November folgte sein Debüttreffer für seinen neuen Arbeitgeber beim 1:0-Sieg im Auswärtsspiel gegen Hull City. Bis zum Saisonende absolvierte Bannan 15 Ligaspiele für Palace.

## Nationalmannschaft
Bannan spielte für die schottische U-21-Nationalmannschaft, wo er im Rahmen der Qualifikation für die U-21-Fußball-Europameisterschaft 2011 fünf Spiele absolvierte. Am 28. März 2009 gab er sein Debüt beim 1:0-Sieg über Albanien. Nach drei weiteren Spielen, bestritt er am 15. November 2009 sein letztes Spiel beim 4:0-Sieg über Aserbaidschan im Tofiq-Bəhramov-Stadion in Baku.
Am 6. Mai 2009 absolvierte sein erstes und bisher einziges B-Länderspiel beim 3:0-Sieg über Nordirland B.
Am 16. November 2010 beim 3:0-Sieg gegen die Färöer, bestritt er in der Startelf stehend sein erstes A-Länderspiel.

## Titel und Erfolge
Aston Villa
- Peace Cup: 2009
- Premier Academy League: 2007/08
- Premier Reserve League: 2008/09
- Premier Reserve League South Division: 2007/08, 2008/09, 2009/10

FC Blackpool
- Aufstieg in die Premier League 2010/11